# Records d'Europe en natation
Cet article détaille les records de natation actuellement en vigueur en Europe en grand et en petit bassin (50 et 25 mètres).
Attention, car beaucoup de records en relais ne sont pas reconnus par la ligue européenne de natation, le plus souvent à cause de contrôles antidopage non effectués.
Pour tout complément d'information se référer au site de la ligue section records d'Europe : Ligue européenne de natation

## Hommes en grand bassin
Mise à jour le 2 août 2025.
| Discipline   | Temps          | +         | Athlète | Naissance                               | Âge                     | Compétition                                   | Lieu           | Date                       |
| ------------ | -------------- | --------- | --- | --------------------------------------- | ----------------------- | --------------------------------------------- | -------------- | -------------------------- |
| Nage libre   |                |           | |                                         |                         |                                               |                |                            |
| 50 m         | 20 s 94        | Ancien RM | Frédérick Bousquet | 1981                                    | 28                      | Championnats de France (f)                    | Montpellier    | 26 avril 2009              |
| 100 m        | 46s 51         |           | David Popovici | 2004                                    | 21                      | Championnats du monde (f)                     | Singapour      | 31 juillet 2025            |
| 200 m        | 01 min 42 s 00 | RM actuel | Paul Biedermann | 1986                                    | 23                      | Championnats du monde (f)                     | Rome           | 28 juillet 2009            |
| 400 m        | 03 min 39 s 96 | RM actuel | Lukas Märtens | 2001                                    | 23                      | Open de Stockholm                             | Stockholm      | 12 avril 2025              |
| 800 m        | 07 min 38 s 19 |           | Daniel Wiffen | 2001                                    | 23                      | Jeux Olympiques (f)                           | Paris          | 30 juillet 2024            |
| 1 500 m      | 14 min 32 s 80 |           | Gregorio Paltrinieri | 1994                                    | 27                      | Championnats du monde (f)                     | Budapest       | 25 juin 2022               |
| Dos          |                |           | |                                         |                         |                                               |                |                            |
| 50 m         | 23 s 80        | Ancien RM | Kliment Kolesnikov | 2000                                    | 20                      | Championnats d'Europe (f)                     | Budapest       | 18 mai 2021                |
| 100 m        | 51 s 60        | RM actuel | Thomas Ceccon | 2001                                    | 21                      | Championnats du monde (f)                     | Budapest       | 20 juin 2022               |
| 200 m        | 01 min 53 s 23 |           | Evgeny Rylov | 1996                                    | 24                      | Championnats de Russie (f)                    | Kazan          | 8 avril 2021               |
| Brasse       |                |           | |                                         |                         |                                               |                |                            |
| 50 m         | 25 s 95        | RM actuel | Adam Peaty | 1994                                    | 23                      | Championnats du monde (d)                     | Budapest       | 25 juillet 2017            |
| 100 m        | 56 s 88        | RM actuel | Adam Peaty | 1994                                    | 24                      | Championnats du monde (d)                     | Gwangju        | 21 juillet 2019            |
| 200 m        | 02 min 05 s 85 | RO actuel | Léon Marchand | 2002                                    | 22                      | Jeux olympiques (f)                           | Paris          | 31 juillet 2024            |
| Papillon     |                |           | |                                         |                         |                                               |                |                            |
| 50 m         | 22 s 27        | RM actuel | Andriy Hovorov | 1992                                    | 26                      | Trophée Settecolli                            | Rome           | 1er juillet 2018           |
| 100 m        | 49 s 62        |           | Maxime Grousset | 1999                                    | 26                      | Championnats du monde (d)                     | Singapour      | 2 août 2025                |
| 200 m        | 01 min 50 s 34 | RM actuel | Kristóf Milák | 2000                                    | 22                      | Championnats du monde (f)                     | Budapest       | 21 juin 2022               |
| 4 nages      |                |           | |                                         |                         |                                               |                |                            |
| 200 m        | 01 min 52 s 69 | RM actuel | Léon Marchand | 2002                                    | 23                      | Championnats du monde de natation (f)         | Singapour      | 30 juillet 2025            |
| 400 m        | 04 min 02 s 50 | RM actuel | Léon Marchand | 2002                                    | 21                      | Championnats du monde (f)                     | Fukuoka        | 23 juillet 2023            |
| Relais       |                |           | |                                         |                         |                                               |                |                            |
| 4 × 100 m NL | 03 min 08 s 32 |           | France Amaury Leveaux (47 s 91) Fabien Gilot (47 s 05) Frédérick Bousquet (46 s 63) Alain Bernard (46 s 73) | 1985 1984 1981 1983                     | 23 24 27 25             | Jeux Olympiques (f)                           | Pékin          | 11 août 2008               |
| 4 × 200 m NL | 06 min 58 s 58 |           | Royaume-Uni Thomas Dean (1 min 45 s 72) James Guy (1 min 44 s 40) Matthew Richards (1 min 45 s 01) Duncan Scott (1 min 43 s 45)                                                                                           | 2000 1995 2002 1997                     | 21 25 18 24             | Jeux olympiques (f)                           | Tokyo          | 28 juillet 2021            |
| 4 × 100 m 4N | 03 min 27 s 51 |           | Royaume-Uni Luke Greenbank (53 s 63) Adam Peaty (56 s 53) James Guy (50 s 27) Duncan Scott (47 s 08) Italie Thomas Ceccon (51 s 93) Nicolò Martinenghi (57 s 47) Federico Burdisso (50 s 63) Alessandro Miressi (47 s 48) | 1997 1994 1995 1997 2001 1999 2001 1998 | 23 26 25 24 21 22 20 23 | Jeux olympiques (f) Championnats du monde (f) | Tokyo Budapest | 1er août 2021 25 juin 2022 |

## Femmes en grand bassin
Mise à jour le 29 juillet 2023.
| Discipline   | Temps          | +         | Athlète | Naissance           | Âge         | Compétition                      | Lieu           | Date            |
| ------------ | -------------- | --------- | --- | ------------------- | ----------- | -------------------------------- | -------------- | --------------- |
| Nage libre   |                |           | |                     |             |                                  |                |                 |
| 50 m         | 23 s 61        | RM actuel | Sarah Sjöström | 1993                | 29          | Championnats du monde (d)        | Fukuoka        | 29 juillet 2023 |
| 100 m        | 51 s 71        | RM actuel | Sarah Sjöström | 1993                | 23          | Championnats du monde (f relais) | Budapest       | 23 juillet 2017 |
| 200 m        | 01 min 52 s 98 | AncienRM  | Federica Pellegrini | 1988                | 21          | Championnats du monde (f)        | Rome           | 29 juillet 2009 |
| 400 m        | 03 min 59 s 15 | Ancien RM | Federica Pellegrini | 1988                | 21          | Championnats du monde (f)        | Rome           | 26 juillet 2009 |
| 800 m        | 08 min 14 s 10 | Ancien RM | Rebecca Adlington | 1989                | 19          | Jeux Olympiques (f)              | Pékin          | 16 août 2008    |
| 1 500 m      | 15 min 38 s 88 |           | Lotte Friis | 1988                | 25          | Championnats du monde (f)        | Barcelone      | 30 juillet 2013 |
| Dos          |                |           | |                     |             |                                  |                |                 |
| 50 m         | 27 s 10        |           | Kira Toussaint | 1994                | 26          | Eindhoven Qualification Meet (f) | Eindhoven      | 10 avril 2021   |
| 100 m        | 58 s 08        |           | Kathleen Dawson | 1997                | 23          | Championnats d'Europe (f relais) | Budapest       | 23 mai 2021     |
| 200 m        | 02 min 04 s 94 |           | Anastasia Zueva | 1990                | 19          | Championnats du monde (f)        | Rome           | 1er août 2009   |
| Brasse       |                |           | |                     |             |                                  |                |                 |
| 50 m         | 29 s 16        | RM        | Rūta Meilutytė | 1997                | 26          | Championnats du monde (f)        | Fukuoka        | 30 juillet 2023 |
| 100 m        | 01 min 04 s 35 | Ancien RM | Rūta Meilutytė | 1997                | 16          | Championnats du monde (f)        | Barcelone      | 29 juillet 2013 |
| 200 m        | 02 min 17 s 55 | RM actuel | Evgeniia Chikunova | 2004                | 18          | Championnats de Russie (f)       | Kazan          | 21 avril 2023   |
| Papillon     |                |           | |                     |             |                                  |                |                 |
| 50 m         | 24 s 43        | RM actuel | Sarah Sjöström | 1993                | 20          | Championnats de Suède            | Borås          | 5 juillet 2014  |
| 100 m        | 55 s 48        | Ancien RM | Sarah Sjöström | 1993                | 22          | Jeux olympiques (f)              | Rio de Janeiro | 7 août 2016     |
| 200 m        | 02 min 04 s 27 |           | Katinka Hosszú | 1989                | 20          | Championnats du monde (d)        | Rome           | 29 juillet 2009 |
| 4 nages      |                |           | |                     |             |                                  |                |                 |
| 200 m        | 02 min 06 s 12 | RM actuel | Katinka Hosszú | 1989                | 26          | Championnats du monde (f)        | Kazan          | 3 août 2015     |
| 400 m        | 04 min 26 s 36 | Ancien RM | Katinka Hosszú | 1989                | 27          | Jeux olympiques (f)              | Rio de Janeiro | 7 août 2016     |
| Relais       |                |           | |                     |             |                                  |                |                 |
| 4 × 100 m NL | 03 min 31 s 72 | Ancien RM | Pays-Bas Inge Dekker (53 s 61) Ranomi Kromowidjojo (52 s 30) Femke Heemskerk (53 s 03) Marleen Veldhuis (52 s 78)                             | 1985 1990 1987 1979 | 24 19 22 30 | Championnats du monde (f)        | Rome           | 26 juillet 2009 |
| 4 × 200 m NL | 07 min 45 s 51 |           | Royaume-Uni Joanne Jackson (1 min 55 s 98) Jazmin Carlin (1 min 56 s 78) Caitlin McClatchey (1 min 56 s 42) Rebecca Adlington (1 min 56 s 33) | 1986 1990 1985 1989 | 22 18 23 20 | Championnats du monde (f)        | Rome           | 30 juillet 2009 |
| 4 × 100 m 4N | 03 min 53 s 38 |           | Russie Anastasia Fesikova (58 s 96) Yuliya Efimova (1 min 04 s 03) Svetlana Chimrova (56 s 99) Veronika Popova (53 s 40)                      | 1990 1992 1996 1991 | 27 25 21 26 | Championnats du monde (f)        | Budapest       | 30 juillet 2017 |

## Relais mixtes bassin de 50 mètres
Mise à jour le 22 décembre 2022.
| Discipline    | Temps          | +         | Athlète                                                                                          | Nationalité | Naissance           | Âge         | Compétition               | Lieu    | Date            |
| ------------- | -------------- | --------- | ------------------------------------------------------------------------------------------------ | ----------- | ------------------- | ----------- | ------------------------- | ------- | --------------- |
| Relais mixtes |                |           |                                                                                                  |             |                     |             |                           |         |                 |
| 4 × 100 m NL  | 03 min 21 s 68 |           | Matthew Richards (47 s 83) Duncan Scott (47 s 46) Anna Hopkin (53 s 30) Freya Anderson (53 s 09) | Royaume-Uni | 2002 1997 1996 2001 | 20 26 27 22 | Championnats du monde (f) | Fukuoka | 29 juillet 2023 |
| 4 × 100 m 4N  | 03 min 37 s 58 | RM actuel | Kathleen Dawson (58 s 80) Adam Peaty (56 s 78) James Guy (50 s 00) Anna Hopkin (52 s 00)         | Royaume-Uni | 1997 1994 1995 1996 | 23 26 25    | Jeux olympiques (f)       | Tokyo   | 31 juillet 2021 |

## Hommes en petit bassin
Mise à jour le 15 décembre 2024
| Discipline        | Temps          | +         | Athlète | Nationalité | Naissance           | Âge         | Compétition                   | Lieu      | Date             |
| ----------------- | -------------- | --------- | --- | ----------- | ------------------- | ----------- | ----------------------------- | --------- | ---------------- |
| Nage libre        |                |           | |             |                     |             |                               |           |                  |
| 50 m              | 20 s 18        |           | Ben Proud | Royaume-Uni | 1994                | 29          | Championnats d’Europe (f)     | Otopeni   | 7 décembre 2023  |
| 100 m             | 44 s 94        | Ancien RM | Amaury Leveaux | France      | 1985                | 23          | Championnats d'Europe (f)     | Rijeka    | 13 décembre 2008 |
| 200 m             | 01 min 39 s 37 | Ancien RM | Paul Biedermann | Allemagne   | 1986                | 23          | Coupe du monde (f)            | Berlin    | 15 novembre 2009 |
| 400 m             | 03 min 32 s 25 | RM actuel | Yannick Agnel | France      | 1992                | 20          | Championnats de France (f)    | Angers    | 15 novembre 2012 |
| 800 m             | 07 min 20 s 45 | RM actuel | Daniel Wiffen | Irlande     | 2001                | 21          | Championnats d’Europe (f)     | Otopeni   | 7 décembre 2023  |
| 1 500 m           | 14 min 06 s 88 | RM actuel | Florian Wellbrock | Allemagne   | 1997                | 24          | Championnats d'Europe         | Abu Dhabi | 21 décembre 2021 |
| Dos               |                |           | |             |                     |             |                               |           |                  |
| 50 m              | 22 s 11        | RM actuel | Kliment Kolesnikov | Russie      | 2000                | 22          | Championnats de Russie (f)    | Kazan     | 23 novembre 2022 |
| 100 m             | 48 s 58        | Ancien RM | Kliment Kolesnikov | Russie      | 2000                | 20          | International Swimming League | Budapest  | 21 novembre 2020 |
| 200 m             | 01 min 45 s 65 |           | Hubert Kos | Hongrie     | 2003                | 21          | Championnats du monde(f)      | Budapest  | 15 décembre 2024 |
| Brasse            |                |           | |             |                     |             |                               |           |                  |
| 50 m              | 24 s 95        | RM actuel | Emre Sakcı | Turquie     | 1997                | 24          | Championnats de Turquie (f)   | Gaziantep | 27 décembre 2021 |
| 100 m             | 55 s 28        | RM actuel | Ilya Shymanovich | Biélorussie | 1994                | 27          | International Swimming League | Eindhoven | 26 novembre 2021 |
| 200 m             | 2 min 00 s 16  | RM actuel | Kirill Prigoda | Russie      | 1995                | 22          | Championnats du monde (f)     | Hangzhou  | 13 décembre 2018 |
| Papillon          |                |           | |             |                     |             |                               |           |                  |
| 50 m              | 21 s 32        | RM actuel | Noè Ponti | Suisse      | 2001                | 23          | Championnats du monde (f)     | Budapest  | 11 décembre 2024 |
| 100 m             | 47 s 71        | RM actuel | Noè Ponti | Suisse      | 2001                | 23          | Championnats du monde (f)     | Budapest  | 14 décembre 2024 |
| 200 m             | 01 min 48 s 64 |           | Alberto Razzetti | Italie      | 1999                | 25          | Championnats du monde (f)     | Budapest  | 12 décembre 2024 |
| 4 nages           |                |           | |             |                     |             |                               |           |                  |
| 100 m             | 49 s 92        |           | Léon Marchand | France      | 2002                | 22          | Coupe du monde (f)            | Singapour | 31 octobre 2024  |
| 200 m             | 01 min 48 s 88 | RM actuel | Léon Marchand | France      | 2002                | 22          | Coupe du monde (f)            | Singapour | 1 novembre 2024  |
| 400 m             | 03 min 56 s 47 |           | Ilia Borodin (en) | Russie      | 2003                | 18          | Championnats du monde (f)     | Abou Dabi | 20 décembre 2021 |
| Relais nage libre |                |           | |             |                     |             |                               |           |                  |
| 4 × 50 m          | 01 min 20 s 77 | RM actuel | Alain Bernard (20 s 64) Fabien Gilot (20 s 33) Amaury Leveaux (19 s 83) Frédérick Bousquet (19 s 77)                               | France      | 1983 1984 1985 1981 | 25 24 23 27 | Championnats d'Europe (f)     | Rijeka    | 14 décembre 2008 |
| 4 × 100 m         | 03 min 02 s 75 | RM actuel | Alessandro Miressi (46 s 15) Paolo Conte Bonin (45 s 93) Leonardo Deplano (en) (45 s 54) Thomas Ceccon (45 s 13)                   | Italie      | 1998 2002 1999 2001 | 24 20 23 21 | Championnats du monde (f)     | Melbourne | 13 décembre 2022 |
| 4 × 200 m         | 06 min 46 s 84 |           | Martin Malyutin (1 min 42 s 34) Mikhail Vekovishchev (1 min 41 s 57) Ivan Girev (1 min 41 s 85) Aleksandr Krasnykh (1 min 41 s 08) | Russie      | 1999 1998 2000 1995 | 19 20 18 23 | Championnats du monde (f)     | Hangzhou  | 14 décembre 2018 |
| Relais 4 nages    |                |           | |             |                     |             |                               |           |                  |
| 4 × 50 m          | 01 min 29 s 72 | RM actuel | Lorenzo Mora (en) (22 s 65) Nicolò Martinenghi (24 s 95) Matteo Rivolta (21 s 60) Leonardo Deplano (en) (20 s 52)                  | Italie      | 1998 1999 1991 1999 | 24 23 31 23 | Championnats du monde (f)     | Melbourne | 17 décembre 2022 |
| 4 × 100 m         | 03 min 19 s 06 |           | Lorenzo Mora (en) (49 s 48) Nicolò Martinenghi (55 s 52) Matteo Rivolta (48 s 50) Alessandro Miressi (45 s 56)                     | Italie      | 1998 1999 1991 1998 | 24 23 31 24 | Championnats du monde (f)     | Melbourne | 18 décembre 2022 |

## Femmes en petit bassin
Mise à jour le 22 décembre 2022.
| Discipline   | Temps          | +         | Athlète | Nationalité | Naissance           | Âge         | Compétition                                            | Lieu               | Date                              |
| ------------ | -------------- | --------- | --- | ----------- | ------------------- | ----------- | ------------------------------------------------------ | ------------------ | --------------------------------- |
| Nage libre   |                |           | |             |                     |             |                                                        |                    |                                   |
| 50 m         | 22 s 93        | Ancien RM | Ranomi Kromowidjojo | Pays-Bas    | 1990                | 27          | Coupe du monde (f)                                     | Berlin             | 7 août 2017                       |
| 100 m        | 50 s 58        | Ancien RM | Sarah Sjöström | Suède       | 1993                | 24          | Coupe du monde (f)                                     | Eindhoven          | 11 août 2017                      |
| 200 m        | 01 min 50 s 43 | Ancien RM | Sarah Sjöström | Suède       | 1993                | 23          | Coupe du monde (f)                                     | Eindhoven          | 12 août 2017                      |
| 400 m        | 03 min 54 s 52 | Ancien RM | Mireia Belmonte García | Espagne     | 1990                | 22          | Coupe du monde (f)                                     | Berlin             | 11 août 2013                      |
| 800 m        | 07 min 59 s 34 | Ancien RM | Mireia Belmonte García | Espagne     | 1990                | 22          | Coupe du monde (f)                                     | Berlin             | 10 août 2013                      |
| 1 500 m      | 15 min 18 s 01 | Ancien RM | Sarah Wellbrock | Allemagne   | 1994                | 25          | Internationale Deutsche Meisterschaften                | Berlin             | 16 novembre 2019                  |
| Dos          |                |           | |             |                     |             |                                                        |                    |                                   |
| 50 m         | 25 s 60        | Ancien RM | Kira Toussaint | Pays-Bas    | 1994                | 26          | International Swimming League Amsterdam Christmas Meet | Budapest Amsterdam | 14 novembre 2020 18 décembre 2020 |
| 100 m        | 55 s 03        | Ancien RM | Katinka Hosszú | Hongrie     | 1989                | 25          | Championnats du monde (f)                              | Doha               | 4 décembre 2014                   |
| 200 m        | 01 min 59 s 23 | Ancien RM | Katinka Hosszú | Hongrie     | 1989                | 25          | Championnats du monde (f)                              | Doha               | 5 décembre 2014                   |
| Brasse       |                |           | |             |                     |             |                                                        |                    |                                   |
| 50 m         | 28 s 37        | RM actuel | Ruta Meilutyte | Lituanie    | 1997                | 25          | Championnats du monde (d)                              | Melbourne          | 17 décembre 2022                  |
| 100 m        | 01 min 02 s 36 | RM actuel | Rūta Meilutytė | Lituanie    | 1997                | 16          | Coupe du monde (f)                                     | Moscou             | 12 octobre 2013                   |
| 200 m        | 02 min 15 s 21 |           | Rikke Møller Pedersen | Danemark    | 1989                | 24          | Championnats d'Europe (f)                              | Herning            | 13 décembre 2013                  |
| Papillon     |                |           | |             |                     |             |                                                        |                    |                                   |
| 50 m         | 24 s 38        | Ancien RM | Therese Alshammar | Suède       | 1977                | 32          | Coupe du monde (f)                                     | Singapour          | 22 novembre 2009                  |
| 100 m        | 54 s 61        | Ancien RM | Sarah Sjöström | Suède       | 1993                | 21          | Championnats du monde (f)                              | Doha               | 7 décembre 2014                   |
| 200 m        | 01 min 59 s 61 | Ancien RM | Mireia Belmonte García | Espagne     | 1990                | 24          | Championnats du monde (f)                              | Doha               | 3 décembre 2014                   |
| 4 nages      |                |           | |             |                     |             |                                                        |                    |                                   |
| 100 m        | 56 s 51        | Ancien RM | Katinka Hosszú | Hongrie     | 1989                | 28          | Coupe du monde (f)                                     | Berlin             | 7 août 2017                       |
| 200 m        | 02 min 01 s 86 | Ancien RM | Katinka Hosszú | Hongrie     | 1989                | 25          | Championnats du monde (f)                              | Doha               | 6 décembre 2014                   |
| 400 m        | 04 min 18 s 94 | Ancien RM | Mireia Belmonte García | Espagne     | 1990                | 26          | Coupe du monde (f)                                     | Eindhoven          | 12 août 2017                      |
| Relais       |                |           | |             |                     |             |                                                        |                    |                                   |
| 4 × 50 m     | 01 min 32 s 50 | RM actuel | Ranomi Kromowidjojo (23 s 05) Maaike de Waard (23 s 16) Kim Busch (23 s 47) Femke Heemskerk (22 s 82)                                 | Pays-Bas    | 1990 1996 1998 1987 | 30 24 22 33 | IM Wouda Cup                                           | Eindhoven          | 12 décembre 2020                  |
| 4 × 100 m NL | 03 min 26 s 53 | Ancien RM | Inge Dekker (52 s 39) Femke Heemskerk (50 s 58) Maud van der Meer (52 s 55) Ranomi Kromowidjojo (51 s 01)                             | Pays-Bas    | 1985 1987 1992 1990 | 29 27 22 24 | Championnats du monde (f)                              | Doha               | 5 décembre 2014                   |
| 4 × 200 m NL | 07 min 32 s 85 | Ancien RM | Inge Dekker (1 min 54 s 73) Femke Heemskerk (1 min 51 s 22) Ranomi Kromowidjojo (1 min 54 s 17) Sharon van Rouwendaal (1 min 52 s 73) | Pays-Bas    | 1985 1987 1990 1993 | 29 27 24 21 | Championnats du monde (f)                              | Doha               | 3 décembre 2014                   |
| 4 × 50 m 4N  | 01 min 42 s 38 | Ancien RM | Louise Hansson (25 s 91) Sophie Hansson (29 s 07) Sarah Sjöström (23 s 96) Michelle Coleman (23 s 44)                                 | Suède       | 1996 1998 1993      | 25 23 28    | Championnats du monde (f)                              | Abou Dabi          | 17 décembre 2021                  |
| 4 × 100 m 4N | 03 min 46 s 20 |           | Louise Hansson (56 s 25) Sophie Hansson (1 min 03 s 70) Sarah Sjöström (54 s 65) Michelle Coleman (51 s 60)                           | Suède       | 1996 1998 1993      | 25 23 28    | Championnats du monde (f)                              | Abou Dabi          | 21 décembre 2021                  |

## Relais mixtes bassin de 25 mètres
Mise à jour le 22 décembre 2022.
| Discipline                     | Temps          | +         | Athlète | Nationalité | Naissance           | Âge         | Compétition               | Lieu      | Date             |
| ------------------------------ | -------------- | --------- | --- | ----------- | ------------------- | ----------- | ------------------------- | --------- | ---------------- |
| Relais mixtes équipe nationale |                |           | |             |                     |             |                           |           |                  |
| 4 × 50 m NL                    | 01 min 27 s 33 | RM actuel | Maxime Grousset (20 s 92) Florent Manaudou (20 s 26) Béryl Gastaldello (23 s 00) Mélanie Henique (23 s 15)              | France      | 1999 1990 1995 1992 | 23 32 27 30 | Championnats du monde (f) | Melbourne | 16 décembre 2022 |
| 4 × 50 4N                      | 01 min 36 s 01 |           | Lorenzo Mora (en) (22 s 59) Nicolò Martinenghi (24 s 83) Silvia Di Pietro (24 s 52) Costanza Cocconcelli (en) (24 s 07) | Italie      | 1998 1999 1993 2002 | 24 23 29 20 | Championnats du monde (f) | Melbourne | 14 décembre 2022 |

## Classement des nageurs messieurs
Mise à jour le 22 décembre 2022.
| Nombre de records d'Europe | Nom                | Nationalité | Disciplines |
| -------------------------- | ------------------ | ----------- | --- |
| 5                          | Léon Marchand      | France      | 200m brasse (50m), 200m 4 nages (50m), 400m 4 nages (50m), 100m 4 nages (25m), 200m 4 nages (25m)                                                      |
| 4                          | Nicolò Martinenghi | Italie      | Relais masculin 4x100 m 4 nages (50 m) Relais masculin 4x50 m 4 nages (25 m) Relais masculin 4x100 m 4 nages (25 m) Relais mixte 4x50 m 4 nages (25 m) |
| 4                          | Adam Peaty         | Royaume-Uni | 50 m brasse (50 m) 100 m brasse (50 m) Relais masculin 4x100 m 4 nages (50 m) Relais mixte 4x100 m 4 nages (50 m)                                      |
| 3                          | Paul Biedermann    | Allemagne   | 200 m nage libre (50 m) 400 m nage libre (50 m) 200 m nage libre (25 m)                                                                                |
| 3                          | Frédérick Bousquet | France      | 50 m nage libre (50 m) Relais masculin 4 100 m nage libre (50 m) Relais masculin 4×50 m nage libre (25 m)                                              |
| 3                          | Thomas Ceccon      | Italie      | 100 m dos (50 m) Relais masculin 4x100 m 4 nages (50 m) Relais masculin 4x100 m nage libre (25 m)                                                      |
| 3                          | James Guy          | Royaume-Uni | Relais masculin 4x200 m nage libre (50 m) Relais masculin 4x100 m 4 nages (50 m) Relais mixte 4x100 m 4 nages (50 m)                                   |
| 3                          | Amaury Leveaux     | France      | Relais masculin 4×100 m nage libre (50 m) 100 m nage libre (25 m) Relais masculin 4×50 m nage libre (25 m)                                             |
| 3                          | Florent Manaudou   | France      | 50 m nage libre (25 m) 50 m dos (25 m) Relais mixte 4×50 m nage libre (25 m)                                                                           |
| 3                          | Alessandro Miressi | Italie      | Relais masculin 4x100 m 4 nages (50 m) Relais masculin 4x100 m (25 m) Relais masculin 4x100 m 4 nages (25 m)                                           |
| 3                          | Lorenzo Mora (en)  | Italie      | Relais masculin 4x50 m 4 nages (25 m) Relais masculin 4x100 m 4 nages (25 m) Relais mixte 4x50 m 4 nages (25 m)                                        |
| 3                          | Duncan Scott       | Royaume-Uni | Relais masculin 4x200 m nage libre (50 m) Relais masculin 4x100 m 4 nages (50 m) Relais mixte 4x100 m nage libre (50 m)                                |

## Classement des nageuses mesdames
Mise à jour le 22 décembre 2022.
| Nombre de records d'Europe | Nom                 | Nationalité | Disciplines |
| -------------------------- | ------------------- | ----------- | --- |
| 9                          | Sarah Sjöström      | Suède       | 50 m nage libre (50 m) 100 m nage libre (50 m) 50 m papillon (50 m) 100 m papillon (50 m) 100 m nage libre (25 m) 200 m nage libre (25 m) 100 m papillon (25 m) Relais féminin 4x50 m 4 nages (25 m) Relais féminin 4x100 m 4 nages (25 m) |
| 7                          | Katinka Hosszú      | Hongrie     | 200 m papillon (50 m) 200 m 4 nages (50 m) 400 m 4 nages (50 m) 100 m dos (25 m) 200 m dos (25 m) 100 m 4 nages (25 m) 200 m 4 nages (25 m)                                                                                                |
| 5                          | Ranomi Kromowidjojo | Pays-Bas    | Relais féminin 4x100 m nage libre (50 m) 50 m nage libre (25 m) Relais féminin 4x50 m nage libre (25 m) Relais féminin 4x100 m nage libre (25 m) Relais féminin 4x200 m nage libre (25 m)                                                  |
| 4                          | Mireia Belmonte     | Espagne     | 400 m nage libre (25 m) 800 m nage libre (25 m) 200 m papillon (25 m) 400 m 4 nages (25 m) |
| 4                          | Femke Heemskerk     | Pays-Bas    | Relais féminin 4x100 m nage libre (50 m) Relais féminin 4x50 m nage libre (25 m) Relais féminin 4x100 m nage libre (25 m) Relais féminin 4x200 m nage libre (25 m)                                                                         |
| 4                          | Rūta Meilutytė      | Lituanie    | 50 m brasse (50 m) 100 m brasse (50 m) 50 m brasse (25 m) 100 m brasse (25 m) |